# Medienethik
Medienethik untersucht den Zusammenhang zwischen medialem Ausdruck und menschlichem Verhalten. Sie reflektiert über alternative Handlungskonzepte, anhand derer die Qualität und die Angemessenheit medialen Handelns bewertet werden können.

## Gegenstand
„Die Medienethik verfolgt die Aufgabe, Regeln für ein verantwortliches Handeln in der Produktion, Distribution und Rezeption von Medien zu formulieren und zu begründen, um ethisch gebotene Selbstverpflichtungen der am Medienprozess beteiligten Berufsgruppen, Branchen und Individuen zu bewerkstelligen und die Verantwortung des Publikums zu berücksichtigen“, der Rezipienten also.

### Ethik und Moral
Vom Begriff der Medienethik zu unterscheiden ist die „Moral“ der Medien, in der es darum geht, was als üblich, sittlich geboten und erwünscht gilt – bzw. was als unüblich, verwerflich und inakzeptabel. Als „moralisch“ bzw. „sittlich gut“ gelten Verhaltens- und Einstellungsnormen dann, wenn sie in einer Kultur, Gruppe oder Gesellschaft über längere Zeit hinweg offiziell und von der Mehrheit als verbindlich angesehen werden. So sind viele Selbstverpflichtungserklärungen, u. a. auch der Pressekodex des Deutschen Presserats und der sog. Ethikkodex für Multimedia-Journalisten Ausdruck moralischer Grundsätze.
Der Begriff „Medienethik“ im engeren Sinne bezeichnet hingegen die (wissenschaftliche) Untersuchung der Moral – Ethik ist also die „Reflexionstheorie der Moral“. Philosophische Ethik fragt, wie Moralprinzipien begründet werden, ob diese Begründungen stichhaltig sind und welche moralischen Überzeugungen gerechtfertigt werden können.

### Begriffsdefinition „Medien“
Es hat die Etablierung der Medienethik nicht erleichtert, dass der Begriff „Medien“ manchmal sehr weit gefasst wird. Er kann dann alles umfassen, was Vermittlungsinstanz sein kann – „von Verkehrsmitteln als Medien der Mobilität über Geld und Macht als entsprachlichten Medien gesellschaftlichen Handelns, Telefon und Fax als sprach- bzw./und bildvermittelnden Medien personaler Kommunikation bis hin zu Zeitungen, Film und Fernsehen als ‚anonymen‘, unmittelbare personale Kontaktaufnahme nicht erfordernden Vermittlern“.
Ein derart weit gefasster Medienbegriff mag sich für medienwissenschaftliche Untersuchungen anbieten, der spezifische Gegenstand einer Medienethik wird dadurch eher verdeckt. „Diese hat es nicht mit allen Medien oder jeglicher Art von Kommunikation zu tun, sondern lediglich mit einer Teilmenge, nämlich denjenigen Kommunikationsakten, die durch Massenmedien vermittelt sind.“
Die in der Kommunikationswissenschaft am weitesten verbreitete Definition von Massenkommunikation stammt von Gerhard Maletzke (1963). Er unterschied zunächst verschiedene Arten von Kommunikation: direkte und indirekte, wechselseitige und einseitige sowie private und öffentliche Kommunikation. Massenkommunikation ist nach Maletzke eine Form öffentlicher, indirekter und einseitiger Kommunikation, die sich technischer Verbreitungsmittel bedient und sich an ein breites Publikum wendet.
Diese „technischen Verbreitungsmittel“ sind das, was bis in die jüngste Vergangenheit unter „Massenmedien“ verstanden worden ist: Tageszeitungen und Zeitschriften, Hörfunk, Fernsehen und Kino, Schallplatten/CDs, Videos/DVDs/Blu-ray Discs und Bücher. Neuerdings tritt zu diesen die Kommunikation mit Hilfe digitaler Medien und über das Internet, die allerdings meist unter einem eigenen Begriff – „Informationsethik“, „Internetethik“ oder „digitale Ethik“ – behandelt wird, weil der Computer als ein „Hybridmedium“ angesehen wird.

### Medienethik – eine Bereichsethik
Wenn eine Bereichsethik als eigenständige Disziplin im Rahmen der „angewandten“ oder „anwendungsbezogenen“ Ethik gelten soll, müssen mindestens zwei Kriterien erfüllt sein, damit sie sich von allgemeiner Ethik unterscheidet: sie muss einen spezifischen Gegenstandsbereich mit eigenen Problemen und Fragestellungen definieren. Und sie muss zweitens in der Lage sein, besondere Normen zu entwickeln, die Lösungen für die speziellen Probleme ermöglichen.
Eine angewandte Ethik ist erst dann legitimiert, wenn sie sich für Probleme zuständig sieht, für die die allgemeine Ethik keine angemessenen ethischen Normen bereitstellen kann, so dass neue Werte und Normen entwickelt werden müssen, wozu sie beizutragen hat.
Das erste Kriterium des eigenen Bereichs ist für die Medienethik die eingrenzende Definition des Begriffs „Medien“. Würde man nämlich auf einer Ebene bleiben, die von der anthropologischen Sichtweise auf den Menschen als eines „animal symbolicum“ geprägt ist – der Mensch sei das Wesen, das durch Zeichen- und Mediengebrauch bestimmt sei –, so wäre jede Art von Kommunikation Gegenstand der Medienethik. Dann gäbe es keine eigenständige Medienethik, sondern nur eine allgemeine Kommunikationsethik.
Die Notwendigkeit von Bereichsethiken oder Anwendungsethiken (Technikethik, Bio- und Medizinethik, Umweltethik, Wirtschaftsethik) hat sich immer dann gezeigt, „wenn sich aufgrund wissenschaftlich-technischer Entwicklungen neue Handlungsmöglichkeiten und mit ihnen neue Bewertungsprobleme ergaben.“
Für die Medienethik war das jeweils der Fall bei der Entstehung von Presse, Radio und Fernsehen, zuletzt und andauernd bei der Entwicklung der digitalen Medien.

### Theorietyp
Umstritten ist, ob Medienethik vorrangig als deskriptive oder normative Ethik betrachtet werden soll. Im ersten Falle fragt sie danach, was in der Medienpraxis als moralisch gerechtfertigt gilt. „Sie beschreibt das Verhalten des Menschen unter medialen Bedingungen. Sie gibt weniger Antworten auf die Frage, was wir angesichts neuer veränderter Bedingungen des Handelns tun sollen, als vielmehr darauf, was wir beim Handeln unter medial veränderten Vorzeichen zu beachten haben.“
Mit einem normativen Ansatz bewertet Medienethik dagegen die Medienpraxis selbst und fragt danach, welche Werte und Normen hier vernünftigerweise gelten sollten. „Ihre Aufgabe beschränkt sich nicht auf die Prüfung ihr vorgelegter Normen. Für den Fall, dass diese der Prüfung nicht standhalten, ist sie auch mit deren Verbesserung bzw. mit der Entwicklung besser geeigneter Kandidaten befasst.“

## Bezugspunkte der Medienethik

### Tugendethiken
Tugendethiken der antiken Philosophie (insbesondere Platon und Aristoteles) verstehen unter ethisch richtigem Handeln ein gutes Leben gemäß bestimmter Tugenden, das zu Glück (eudaimonia) führt. In der Medienethik ist in diesem Zusammenhang der wertorientierte Journalismus Hermann Boventers zu nennen: „Einen Journalismus wünsche ich mir, der sich ständig fragt, was er für die Menschen und ihre Freiheit bedeutet“. Aus Sicht des Rezipienten argumentiert Hermann Lübbe, der davon ausgeht, dass wir ohne die Kardinaltugend des Maßhaltens in der Flut des Informations- und Unterhaltungsangebots untergehen. Ein unmäßiger Medienkonsum wirke destruktiv, mache freiheitsunfähig.

### Deontologische Ethiken
Deontologische Ethiken (Pflichtethiken), u. a. von Kant, zielen auf gutes Handeln ab, wobei die Handelnden sich aus freiem Willen in die Pflicht nehmen, das Richtige zu tun. Bei einer Handlung ist zu prüfen, ob das „subjektives Prinzip des Wollens“ (Kant) universell gelten kann. Der sittliche Wert einer Handlung ist in ihr selbst begründet, und der gute Wille ist bereits moralisch wertvoll, unabhängig von den Konsequenzen der Handlung.
In der Ethik der traditionellen (Massen-)Medien gibt es viele deontologische Ansätze. Sie fragen nach Handlungsprinzipien, nach denen sich gutes mediales Handeln beurteilen lässt, z. B. Pressekodizes, der Kodex für Multimedia-Journalisten oder der Ethik-Kodex der (österreichischen) Werbewirtschaft.

### Utilitaristische Ethik
Eine utilitaristische Ethik (u. a. Jeremy Bentham, John Stuart Mill) beurteilt eine Handlung nach dem größtmöglichen Nutzen für die Betroffenen oder die Allgemeinheit („die größtmögliche Zahl“). Nützlichkeit wird also das entscheidende Kriterium, nach dem sich die moralische Richtigkeit einer Handlung zu erweisen hat. Utilitaristische Ethik ist teleologisch (telos = Ziel), d. h., die Resultate einer Handlung sind entscheidend. Bei der Folgenbewertung setzen auch utilitaristisch orientierte Medienethiken an; weil aber die Folgen eigenen medialen Handelns nur schwer abschätzbar sind, ist ein konsequent utilitaristischer Ansatz in der Medienethik schwer durchzuhalten. Siehe dazu auch: Technikfolgenabschätzung.

### Vertragsmodelle
Vertragsmodelle: Rawls’ Theorie der Gerechtigkeit hat wesentlich dazu beigetragen, die Dominanz des Utilitarismus in der angelsächsischen Welt zu brechen. Rawls greift zur Rechtfertigung seiner Position auf das frühneuzeitliche Vertragsmodell zurück und kommt zu einer gemäßigt wohlfahrtsstaatlich-liberalen Staatsvorstellung. Er geht von zwei Gerechtigkeitsgrundsätzen aus: Jede Person hat ein gleiches Recht auf Grundfreiheiten, die mit den Freiheiten für alle vereinbar sind. Soziale und wirtschaftliche Ungleichheiten sind nur tolerierbar, wenn sie entweder mit Ämtern und Positionen verbunden sind, die jedem unter den Bedingungen einer fairen Chancengleichheit offenstehen, oder dem größten Vorteil des schlechtest gestellten Mitglieds der Gesellschaft dienen (Differenzprinzip).
In der Medienethik spielen vertragstheoretische Überlegungen bei den Grundlagen der Medienordnung genauso eine Rolle wie bei der Formulierung von Kodizes.

### Diskursethik
Bei der Diskursethik (Habermas) handelt es sich um eine Prinzipienethik im Sinne der Ethik Kants. Eine solche Ethik sieht ihre Aufgabe zunächst in der Formulierung und Begründung eines einzigen Prinzips, des Moralprinzips. Dieses erlaubt es uns, alle Handlungsorientierungen daraufhin zu prüfen, ob sie moralisch richtig sind. Und es gebietet, in der so als richtig erkannten Weise zu handeln. Nach Habermas darf „eine Norm nur dann Geltung beanspruchen, wenn alle von ihr möglicherweise Betroffenen als Teilnehmer eines praktischen Diskurses Einverständnis darüber erzielen (bzw. erzielen würden), dass diese Norm gilt.“ Sie leistet also keine inhaltlichen Klärungen, sondern es handelt sich bei dem diskursethischen Moralprinzip um ein ‚formales‘ bzw. ‚prozedurales‘ Prinzip.
In der Medienethik kann Habermas’ Ansatz überall dort zum Einsatz kommen, wo in einem Medienbereich Handelnde sich über die Qualität ihrer Arbeit verständigen, kann aber auch dabei helfen, sich über Regeln in öffentlichen Diskursen zu verständigen.

### Systemtheorie
Systemtheoretische Überlegungen nehmen weniger das Individuum in den Blick, sondern betrachten die Medien als Teil der gesellschaftlichen Systematik. Hierbei geht es vor allem um die ethische Verantwortung von Medienunternehmen (und weniger um die einzelner Medienschaffender). Bei diesem Ansatz wird besonders die ethische Verantwortung von Gesetzgeber und Medieneigner untersucht.

### Konstruktivistische Ethiken
Konstruktivistische Ethiken stellen dagegen genau die Frage nach der Verantwortung des Einzelnen in den Mittelpunkt. Da jeder seine eigene Wirklichkeit konstruiere, müsse er dafür auch die volle Verantwortung übernehmen. Als Vorbedingungen und Prämissen ethisch-moralischen Handelns gelten entsprechend die Entscheidungsfreiheit des Einzelnen und die Bereitschaft zur dauerhaften Reflexion und produktiven (Selbst-)Verunsicherung. „Vermutlich ist dieses Ideal des mündigen, entscheidungsfähigen und verantwortlich agierenden Gegenübers überhaupt ohne vernünftige Alternative, wenn und solange von Ethik die Rede ist.“

### Verantwortung
Einer der ethischen Schlüsselbegriffe ist der der Verantwortung. ‚Verantwortung‘ war ursprünglich in der Sphäre der Gerichtsbarkeit beheimatet und geht auf entsprechende Ausdrücke im römischen Recht zurück: „Ein Mensch hat etwas zu verantworten, indem er vor einem Richter auf die Frage antworten muss, was er getan hat; denn eine bestimmte Tat und deren Folgen werden ihm zugerechnet.“
Im 20. Jahrhundert hat der Soziologe Max Weber in seinem Vortrag „Politik als Beruf“ als sozialethische Verpflichtung formuliert, „dass man für die (voraussagbaren) Folgen seines Handelns aufzukommen hat“. Weber stellte dabei die „Verantwortung“ des Politikers in Gegensatz zur „Gesinnungsethik“ des Heiligen, eines Menschen, der in schwärmerischer Weise auf eine weltenthobene Gestalt des Guten fixiert ist.
Rüdiger Funiok empfiehlt, die Frage nach der Verantwortung zu differenzieren:
„1. Wer trägt Verantwortung? (Handlungsträger);
2. Was ist zu verantworten? (Handlung);
3. Wofür trägt er Verantwortung? (Folgen);
4. Wem gegenüber trägt er Verantwortung? (Betroffene);
5. Wovor muss er sich verantworten? (Instanz, z. B. Gewissen, Öffentlichkeit);
6. Weswegen muss man sich verantworten? (Werte, Normen, Kriterien).“
Die Medienethik arbeitet nicht mit dem zugespitzten Verantwortungsbegriff von Hans Jonas, der in der bio- und technikpolitischen Debatte viel verwendet wird und eine Antwort geben will auf die spezifisch neuen ethischen Herausforderungen der ‚technologischen Zivilisation‘: die Bedrohung der gesamten Biosphäre durch menschliches Tun und die expandierende Reichweite und zunehmende Eingriffstiefe technischer Manipulationen.
Im Medienbereich ist es nicht leicht, die Frage nach der Verantwortung der Handlungsträger zu beantworten: „Wer ist im arbeitsteiligen Prozess der Erstellung und Verbreitung von Medienangeboten verantwortlich zu machen? Sind es die einzelnen Produzenten, sind es die Institutionen oder die Strukturen des Mediensystems?“
Auch bezüglich der Handlungsfolgen bekommt man Verantwortlichkeit nur dann zu fassen, wenn man nicht nur von einer individuellen, sondern von einer „korporativen Verantwortung“ ausgeht.
Im Kontext politischer Verantwortung von Journalisten wird häufig die Frage gestellt, wie neutral Journalisten politisch berichten. So richten sich Vorwürfe gegen Medien, die gesellschaftliche Kritik als politisch links bezeichnen und in diesem Kontext von Lügenpresse sprechen. Eine internationale Studie der Zürcher Hochschule für Angewandte Wissenschaften (ZHAW) befragte Journalisten zu ihrer politischen Einstellung. Dabei beurteilt die Mehrheit der SRG-Journalisten ihre politische Einstellung als «links». Sie unterschieden sich damit nicht signifikant von Journalisten der privaten Medien. Die Auswertung der im Rahmen einer internationalen Journalismusstudie in den Jahren 2014 bis 2016 erhobenen Daten zeigt, dass sich fast 70 Prozent aller SRG-Journalisten als links bezeichnen. 16 Prozent verorten sich in der politischen Mitte, 16 Prozent sehen sich als rechts. Kein Journalist der SRG verortete sich rechts außen, 7,4 Prozent sehen sich selbst jedoch links außen. Der Journalismusforscher Vinzenz Wyss kommentiert dazu: „Der Journalismus thematisiert gesellschaftliche Konflikte, Irritationen, und es werden herrschende Machtverhältnisse infrage gestellt.“ Die Zeitung bezieht sich weiter auf ihn: „Vermutlich korreliere die journalistische Kritik- und Kontrollfunktion nun mal stärker mit einem linken gesellschaftspolitischen Gedankengut.“

### Medienkompetenz
Im Zusammenhang mit einer Diskussion, wie es um die Verantwortung der Mediennutzer bestellt sei, wird gerne der Begriff „Medienkompetenz“ ins Spiel gebracht. Die Rezipienten müssten einen kompetenten Umgang mit Medienangeboten zeigen. Diese Forderung richtet sich allerdings in der Regel nicht so sehr auf die medienethische Kompetenz der Nutzer, sondern zunächst auf technische Fähigkeiten: den Umgang mit einem Computer oder die Kompetenz, Suchmaschinen im Internet effektiv einzusetzen, sich gegen Schadsoftware zur Wehr zu setzen etc. Dazu wird auch die Fähigkeit gezählt, aus der Vielfalt der Medienangebote eine sinnvolle Auswahl zu treffen und die ausgewählten Inhalte angemessen zu nutzen.
Es geht also eher um eine kulturelle Kompetenz – die Medienethik kommt erst mit der Forderung ins Spiel, Medien so zu nutzen, dass der Nutzer weder sich selbst noch andere schädigt. Meistens ist dazu keine besondere Medienethik nötig, weil die einfache Anwendung einer allgemeinen Ethik ausreicht. Für die Seite der Rezipienten besteht ein enger Zusammenhang zwischen kulturellen und ethischen Kompetenzen. So muss man beispielsweise die Suggestivkraft von Bildern kennen, um mit ihnen angemessen umzugehen und nicht unreflektiert z. B. den Glücksversprechungen der Werbung zu erliegen.

## Strömungen der Medienethik in Deutschland
Je nachdem, welchem allgemeinen Ethikverständnis die Autoren folgen, fallen auch die medienethischen Konzepte sehr unterschiedlich aus. In Deutschland lässt sich zunächst eine medienskeptische Haltung beobachten, die sich meist aus rückwärtsgewandten Sehnsüchten speist und im Rahmen von Modernitätskritik vorgebracht wird. Ihre Forderungen zielen meist auf eine Beschränkung medialer Kommunikation. Sie entwickelt sich aus einer Bewegung gegen Trivialliteratur („Schundliteratur“) und der sog. Kinoreformbewegung und reicht über das Konzept der „Filmerziehung“ der 1950er Jahre bis hinein in die Gegenwart. Die Vorwürfe lauten, durch Medieninhalte komme es zu einer allgemeinen moralischen Primitivierung, Sexualisierung und Kriminalisierung. Medien führten zu einer gesellschaftlichen Destabilisierung, einem Werteverfall, einer „Zerstörung der sozial-moralischen Grundlagen der Gesellschaft“ (Werner Glogauer).
Auf der anderen Seite hat sich seit den 1970er Jahren ein linksemanzipatives Konzept herausgebildet, das auf die Kritische Theorie (Theodor W. Adorno, Jürgen Habermas) zurückgeht, die ihre Modernitätskritik als „Kritik der instrumentellen Vernunft“ entwirft (Horkheimer). Der Hauptvorwurf lautet, die (Massen-)Medien, insbesondere Boulevardzeitung, Film und Werbung, würden die Menschen manipulieren. Medien seien zu Stützen des instrumentellen Systems geworden, dienten der Profitmaximierung und der Herrschaftsverschleierung. Ziel einer solchen Medienethik ist ein mündiger Umgang mit den Medien und ihre Nutzung zur Veränderung des politischen Bewusstseins (H. Giffhorn).
Medienethische Strömungen der Gegenwart nehmen beide Stränge auf, bieten aber kein eigenständiges, sondern ein recht differenziertes Bild. Da sind zunächst Bemühungen zu erkennen, die vorrangig individualethisch ansetzen und aristotelisch-tugendethisch argumentieren. Themenbereich ist meist die journalistische Ethik, d. h. die informationelle Funktion der Medien; Ziel ist die Begründung eines journalistischen Ethos (Wahrheit, Transparenz, Fairness, Respekt etc.) – Hauptvertreter ist Hermann Boventer. Andere Autoren versuchen eine Medienethik aus der Diskursethik Habermas’ zu entwickeln (Bernhard Laux, Walter Lesch, Edmund Arens).
Im Gegensatz zu den individualethischen Ansätzen stehen die Theorien, die an die Systemtheorie Luhmanns anknüpfen oder einen strukturethischen Ansatz suchen (Th. Hausmanninger, Th. Bohrmann) und ethische Normen auf drei Ebenen analysieren: der rechtlichen Rahmenordnung (Verfassung, Gesetzordnung), der institutionalisierten Selbstbindung (branchenspezifische Kodizes) und des individuellen (Berufs-)Ethos. Zu nennen sind weiterhin der Radikale Konstruktivismus (S. J. Schmidt), die Semiotik (P. Grimm) oder die „Digitale Ontologie“ (Rafael Capurro).

## Anwendungsfelder heute
Unter den Begriffen „Cyberethik“, „Informationsethik“ und, als jüngste Fortentwicklung der Medienethik, „Digitale Ethik“ entstehen derzeit Konzepte, die sich auf Computerkommunikation richten. Es werden ethische Fragen untersucht, die spezifisch den Umgang mit dem Computer und mit Computernetzwerken betrifft. So geht es um die Aspekte: Computer am Arbeitsplatz, Computer-/Cyberkriminalität, Schutz der Privatsphäre und geistiges Eigentum/Plagiate. Angesichts der rasanten Entwicklung des Internets stellt sich die Frage, wie sich im globalen Netz ethische Standards entwickeln lassen und welche Theoriefundamente im digitalen Raum als tragfähig erachtet werden können. (Hausmanninger, Capurro) Es muss sich noch erweisen, ob die Kommunikationsstrukturen des neuen „Mediums“ Internet die bisher gewonnenen Ergebnisse in Frage stellen. 
Mike Sandbothe zum Beispiel argumentiert, bedingt durch andere Grundstrukturen als die traditionellen Massenmedien wie Zeitung oder Fernsehen ergäben sich neue Probleme und neue Fragestellungen, insbesondere im Spannungsfeld von Freiheit und Verantwortung. Es sei ein pragmatisches Konzept bei Fragen der Internetethik angebracht, die „traditionelle Ethikauffassung“, die von der Geltung universeller moralischer Prinzipien ausgeht (Immanuel Kant, John Stuart Mill und Jürgen Habermas), die kultur- und epochenübergreifend sind, sei für die Internetethik nicht geeignet; ethische Regeln müssten sich immer wieder neu in der Praxis bewähren.
Bedrohen Algorithmen die Freiheit öffentlicher Kommunikation? Wie mit „Big Data“ umgehen? Das sind aktuelle Fragen in diesem Zusammenhang.
Ein weiteres Feld, auf dem heute die Medienethik gefordert ist, ist die Bildethik. Angesichts der bloßen Zahl von drei Milliarden Fotos, die nach der Umfrage eines koreanischen Elektronikkonzerns pro Monat allein in Deutschland „geschossen“ werden, von denen elf Prozent, also etwa 330 Millionen, binnen 60 Sekunden ins Internet gelangen und „die Reise um den Globus“ antreten, stellt sich die Frage nach dem Umgang mit diesem Medium. Der verantwortungsvolle Umgang mit Privatfotos im Netz (insbesondere auch von Kindern), der Umgang der Pressefotografie mit Krisensituationen, der Maßstab der Authentizität als Legitimation journalistischer Fotografie und die Möglichkeiten der Bildmanipulation („Fake“) sind einige der Herausforderungen an die Medien-/die Bildethik.
Ein weiteres Thema bezieht sich auf das Spannungsverhältnis von professionellem Journalismus und Weblogs („Blogs“) – „Watchblogs als Watchdogs?“
Andere aktuelle Anwendungsfelder (Stand: Anfang 2016) sind die Themen Propaganda und Kriegsberichterstattung, z. B. im Zusammenhang mit der Ukraine-Berichterstattung, der Schutz der Persönlichkeitsrechte und die angebliche Glaubwürdigkeitskrise des Journalismus („Lügenpresse“).
Eine fundierte Medienethik muss allerdings über solche aspekt- und fallbezogenen Erörterungen hinausgehen und die Frage nach Strukturbedingungen und Handlungsspielräumen der medial Handelnden stellen. Hier sind noch Defizite festzustellen; die meisten Autoren beklagen einhellig ein „Theoriedefizit“ der Medienethik.